# تسفي ميسيناي
تسفي جيكورين ميسيناي (بالعبرية: צבי מסיני‏)؛ ولد في 15 أبريل 1946) هو باحث ومؤلف ومؤرخ وعالم كمبيوتر ورجل أعمال إسرائيلي. هو رائد صناعة البرمجيات الإسرائيلية، إنه يقضي الآن معظم وقته في البحث وتوثيق الجذور العبرية المشتركة التي يعتقد أنها مشتركة بين يهود العالم والفلسطينيين (بما في ذلك المواطنين الفلسطينيين في إسرائيل).

## السيرة الشخصية

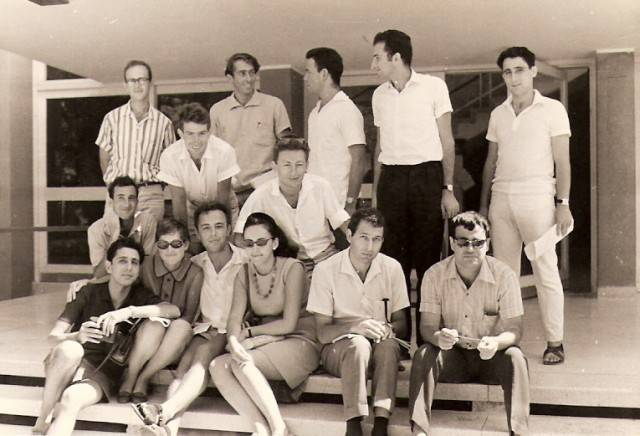
ميسيناي (الثاني على اليسار من الصف العلوي) مع الأصدقاء، خلال سنته الأخيرة كطالب بكالوريوس في حيفا تكنيون عام 1968

ولد تسفي ميسيناي عام 1946 بأورشليم في فلسطين الانتدابية لأبوين يهوديين أشكنازيين هاجرا من ترنوبل في غاليسيا (أوكرانيا الآن) عام 1939. لقد تخرج في الفيزياء من حيفا التخنيون عام 1968. كما كان أول إسرائيلي يحصل على جائزة روتشيلد للتنمية الصناعية في مجال البرمجيات عام 1992.
ميسيناي هو مؤسس شركة مؤسسة سابينس الدولية وقد عمل رئيسًا لها حتى عام 1994. لقد قام بتضمين مبدأ التفكير الإيجابي في أجهزة الكمبيوتر واخترع التكنولوجيا القائمة على الكائنات القائمة على القاعدة لتطوير تطبيقات معالجة البيانات، والتي بدأ تطويرها في معهد وايزمان للعلوم في عام 1972.
يعرّف ميسيناي نفسه على أنه يهودي علماني ويقيم حاليًا في رحوفوت.
سمع ميسيناي لأول مرة عن نظرية «الأصول العبرية للفلسطينيين» من والده خايم أبراهام، الذي خدم في المدفعية الملكية البريطانية في الحرب العالمية الثانية. تم إحياء اهتمامه بعد حرب الخليج الثانية، عندما كان هناك حديث عن نظام جديد في الشرق الأوسط. وبعد فشل اتفاقات أوسلو التي أدت إلى بدء الانتفاضة الفلسطينية الثانية عام 2000، تخلى عن حياته المهنية كعالم كمبيوتر وكرس حياته كلها للتحقيق في الجذور اليهودية للفلسطينيين. هو يقضي الآن كامل وقته في تعقب الفلسطينيين الذين يعترفون بتراثهم اليهودي، ويضغط على الوزراء والسفراء والقادة الدينيين والنشطاء في كلا المجتمعين. شرع ميسيناي وفريقه من العرب واليهود في مهمة محاولة إحلال السلام في إسرائيل من خلال مشروع فريد ومثير للجدل يسمى «الارتباط».

## مشروع حول الفلسطينيين

### الأصل العبري

#### الخلفية
يدعي تسفي ميسيناي أن غالبية الشعب الفلسطيني - بما في ذلك أولئك الذين يحملون الجنسية أو الإقامة الإسرائيلية، والذين هم معروفين بالمواطنين الفلسطينيين في إسرائيل والإسرائيليين العرب، والعرب الإسرائيليين، بما في ذلك العرب البدو في إسرائيل - هم أحفاد العبرانيين القدماء، مثل معظم الانقسامات العرقية اليهودية في العالم. علاوةً على ذلك، فهو يزعم أن نصفهم على الأقل يدركون بهدوء هذه الحقيقة.
بحسب ميسيناي، فعلى عكس أسلاف اليهود المعاصرين الذين كانوا من سكان المدن إلى حد كبير، كان الأسلاف العبرانيون للفلسطينيين من سكان الريف، وسمح لهم بالبقاء في أرض إسرائيل للعمل في الأرض وتزويد روما بالحبوب وزيت الزيتون.
يذكر ميسيناي أن موضوع الأصل العبري كان يتحدث عنه الفلسطينيون بشكل علني حتى التاريخ الحديث نسبيًا، مثلما يدري المصريين أو اللبنانيين عن أصولهم الفرعونية والفينيقية، حتى إذا كانت موضوعات أصل الأجداد هذه تثير العواطف في تلك البلدان بين أولئك الذين يرغبون في الضغط عليهم أو عدم التأكيد عليهم.
وكما هو الحال مع «العرب» الآخرين الذين أصبحت أصولهم الأصلية غير العربية قضايا محذوفة بمرور الوقت، أصبح الأصل العبري للفلسطينيين قضية محذوفة بالمثل. وبالنسبة للفلسطينيين، أدى ظهور الصهيونية، الإضافي، في أوائل القرن التاسع عشر مع ذلك إلى مأزق يعقد تقييمًا محايدًا للاعتراف أو إنكار أصل السكان الأصليين غير العرب لشعب مُعرب ثقافيًا ولغويًا. في سياق الفلسطينيين، كان هذا المأزق مصلحة وطنية متنافسة في الأرض التي يسكنونها. وهكذا فإن القومية العربية للفلسطينيين ستكون بمثابة قوة مضادة في مواجهة الصهيونية. وهكذا، حُذِّر موضوع أصل العبرانيين من أصل فلسطيني. بعد ذلك، قام يهود العالم بإقامة دولة إسرائيل الحديثة، بعد الظهور على حساب الفلسطينيين، مما حول موضوع الأصل العبري للفلسطينيين إلى مسؤولية في السرد التاريخي ليعترف به أي من الجانبين، وأصبح في النهاية موضوع العداء الصريح.

#### التحويلات والتعريب
نتيجة للبقاء في أرض إسرائيل، فقد تحول أسلاف الفلسطينيين جزئيًا إلى المسيحية خلال العصر البيزنطي. وفي وقت لاحق، ومع مجيء الإسلام تمت أسلمتهم من خلال مجموعة من التحويلات القسرية بشكل رئيسي، وكذلك بالتحويلات الاسمية (أي التحويلات من أجل جني الفوائد كمسلمين، وتجنب الجزية المستحقة على غير المسلمين في الأراضي التي يحكمها المسلمون) وآخرون بعد اقتناعهم باللاهوت الحقيقي.
حدث التحول إلى الإسلام تدريجيًا طوال الفترات المتعاقبة لحكم الأقلية النخبوية الأجنبية على فلسطين، سواء على أساس فردي أو جماعي، بدءً من التحويل خلال السلالات المختلفة للحكام المسلمين العرب ابتداءً من الفتح الإسلامي الأول لفلسطين. بعد ذلك جاء حكم السلالات المسلمة غير العربية مثل الأيوبيين (كرد المسلمين) والمماليك (ترك المسلمين) وأخيرًا العثمانيون (أتراك مسلمين). هذه المرحلة المستمرة من حكم الأقلية الإسلامية الأجنبية النخبوية على كتلة محلية أصلية (مسلمة الآن إلى حد كبير) لم تُقطع إلا لفترة وجيزة من قبل حكم الأقلية النخبوية المسيحية الأجنبية إثر الحملات الصليبيية الأوروبية، والتي استمرت من عام 1099 حتى طردهم من قبل المماليك في عام 1291.

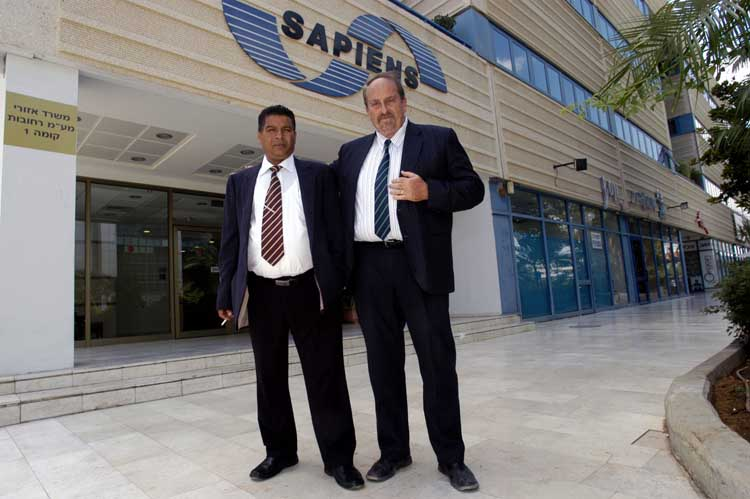
ميسيناي وعوفاديا يروشالمي، وهو يهودي بدوي وناشط رئيسي في حركة الارتباط من قبيلة بني صواركة واقفين أمام مبنى سابينس في رحوفوت

يذكر ميسيناي أنه وخلال هذه العملية التدريجية للتحويلات (التي كانت غالبًا ما تكون مصحوبة بالتعريب)، تم تحويل الأغلبية بالقوة خلال العصر الفاطمي في عهد الخليفة الحاكم بأمر الله الذي توج وعمره 11 سنة، وقد حكم من السنوات 996 إلى 1021. وبسبب صغر سنه، فقد كان وزرائه هم الذين مارسوا السلطة الفعلية وراء العرش لبعض الوقت. لقد أعطوا الخليفة الشاب سلطة التأثير على الأمور الدينية فقط، وعينوه إمامًا. وفي عام 1009، اكتسب المتطرفون بين وزرائه اليد العليا وأصدروا سلسلة من المراسيم ضد المسيحيين واليهود.
في عام 1012، صدر مرسوم الحاكم، الذي أمر بموجبه جميع اليهود والمسيحيين في فلسطين باعتناق الإسلام أو المغادرة. أدى ذلك إلى قيام غالبية المسيحيين من أصل غير عبري (أي المسيحيين الأجانب) بمغادرة فلسطين، في حين أن أكثر من 90% من اليهود والسامريين (من أصل عبري أيضًا) والمسيحيين من أصل عبري تحولوا وأصبحوا مسلمين. نتيجة لهذا حدث (التعريب)، والتثاقف إلى اللغة العربية والعادات والثقافة.
في وقت لاحق، عندما تم إلغاء الفتوى أخيرًا في عام 1044 في عهد الخليفة المستنصر بالله الفاطمي، عاد 27% فقط من اليهود الذين اعتنقوا الإسلام إلى اليهودية علانية، مع أنهم سيبقون أيضًا مستعربين (أي عربًا ثقافيًا ولغويًا). استمر الباقون في العيش كيهود مسلمين ويهود متخفون أجل استمرار تمتعهم بالمزايا الاقتصادية الخاصة بالمسلمين، مثل الإعفاء من دفع الجزية والخراج، والقدرة على بيع منتجاتهم الزراعية إلى السلطات الأجنبية، أو الحصول على عمل في مناصب حكومية. رأى العديد من الشباب من أصل عبري (يهودي أو مسيحي أو سامري) أنه من الممكن في نفس الوقت أن يعيشوا حياة مزدوجة، وأن يدمجوا عقيدتهم السابقة مع كونهم مسلمين ظاهريًا، من أجل جني الفوائد المادية. في وقت لاحق، مع ظهور الحكم المملوكي، وصلت اليهودية إلى نقطة الانهيار في فلسطين.

#### الدعم

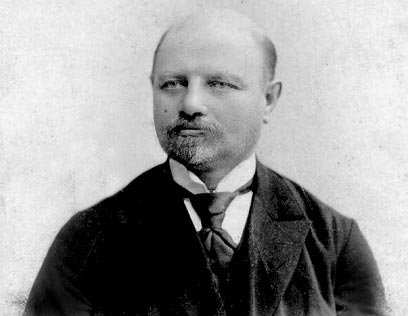
في عمله الأنثروبولوجي عام 1928، العرب في أرض إسرائيل، قدم إسرائيل بيلكيند، أحد رواد الهجرة الأولى، الادعاء بأن العرب الفلسطينيين ينحدرون من نسل العبرانيين القدماء.

يصادق تسفي ميسيناي على نظريته عن الأصل العبري للفلسطينيين على أساس نتائج مختلفة من حيث الديموغرافية التاريخية والتأريخية والجغرافية والقومية والإقليمية والجينية والسلوكية والدينية والتسميات واللغويات والتقاليد الثقافية والشفوية الفلسطينية. في كتابه لن يرفع الأخ سيفًا على أخيه، يشرح ميسيناي بالتفصيل شهادات عديدة من قبل الفلسطينيين والبدو عن أصولهم اليهودية، ويستشهد بالدراسات الأنثروبولوجية التي أجراها إسرائيل بيلكيند، أحد منظمي حركة بيلو، ودافيد بن غوريون وإسحاق بن تسفي (رئيس الوزراء الأول والرئيس الثاني لإسرائيل على التوالي).
يستشهد ميسيني أيضًا بالدراسات الجينية الثلاث التالية على أنها تضفي مصداقية على نظريته. ومن بين الدراسات الجينية التي أشار إليها، دراسات وراثية حديثة أجراها البروفيسور أرييلا أوبنهايم من الجامعة العبرية في القدس على كروموسوم واي الذكري، والتي كشفت أن اليهود والفلسطينيين في الوقت الحاضر يمثلون أحفادًا حديثة من السكان الأساسيين الذين يعيشون في المنطقة التي تشكل حاليًا دولة إسرائيل والأراضي الفلسطينية منذ عصور ما قبل التاريخ. وفي عام 2001، نشرت مجلة Human Immunology دراسة جينية أجراها الأستاذ الدكتور أنطونيو أرنيز فيلنا، الباحث الإسباني من جامعة كومبلوتنسي في مدريد، اكتشف فيها أن أجهزة المناعة لدى اليهود والفلسطينيين قريبة للغاية من بعضها البعض بطريقة تُظهر هوية وراثية مماثلة بشكل شبه مطلق. علاوةً على ذلك، حدد اختبارٌ أجراه باحثون في جامعة تل أبيب عام 2002 أن مجموعتين فقط في العالم - اليهود الأشكناز والفلسطينيون - معرضتان وراثيًا لمتلازمة الصمم الموروثة.

### تصنيف الفلسطينيين
يقسم تسفي ميسيناي الشعب الفلسطيني إلى ثلاث مجموعات رئيسية. «أحفاد إسرائيل» و«إخوان إسرائيل» و«فلسطينيون من أصول مختلفة». كما يذكر أنه حتى وقت قريب، كان هناك عدد قليل جدًا من الزيجات المختلطة بين هذه المجموعات، حيث يميل الفلسطينيون عادة إلى الزواج داخل عشائرهم أو العشائر ذات الصلة.

#### أحفاد إسرائيل
إن تسفي يزعم أن «أحفاد إسرائيل» هم من نسل العبرانيين التوراتيين القدماء الذين ينتمون إلى الأرض الواقعة غربي نهر الأردن (الضفة الغربية وقطاع غزة وإسرائيل)، وأنهم ينحدرون بشكل أكثر تحديدًا من سكان مملكة يهوذا، على عكس السامريين الذين ينحدرون أساسًا من سكان مملكة إسرائيل.
يزعم ميسيناي أن أحفاد إسرائيل توقفوا عن تسمية أنفسهم مستعربين، عندما عاد إخوان إسرائيل إلى وطنهم خلال القرنين الثامن عشر والتاسع عشر. ومع ذلك، يتم تناقل قصص حول الأصول اليهودية للعوائل بين أحفاد إسرائيل، كما تم الحفاظ على بعض العادات اليهودية. لقد بدأت كلتا المجموعتين في رؤية نفسيهما كشعب واحد، مع أن زواج الأقارب بعشائرهم يضمن نقاء سلالاتهم حتى وقت قريب جدًا.

##### السامريون

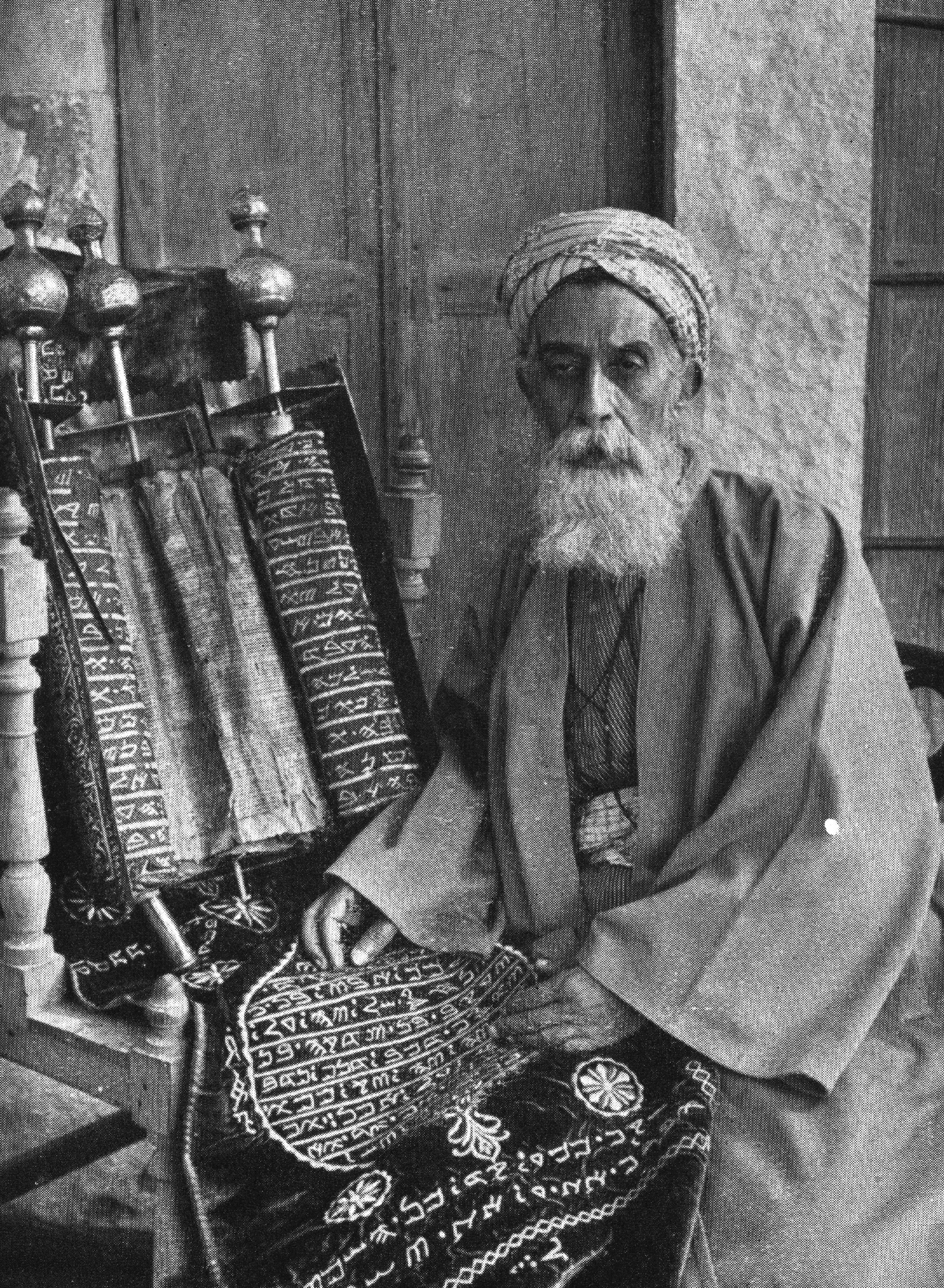
رئيس الكهنة السامريين مع الأبجدية العبرية القديمة توراة سامرية، نابلس، حوالي عام 1920.

يتم تمييز السامريين بين أحفاد إسرائيل، نظرًا لأن تاريخهم القديم بمثابة مقدمة مماثلة للوضع الحالي الذي يجادل تسفي ميسيناي بوجوده بين يهود العالم والفلسطينيين - أي حين عند عودتهم من المنفى وإعادة تأسيس إسرائيل، وأن يهود العالم أخطئوا في تعريفهم كأجانب لأحفاد هؤلاء الإسرائيليين الذين بقوا في الخلف، أولًا في العصور القديمة أخطئوا في تعريف السامريين كأجانب، واليوم في العصر الحديث أخطئوا في تعريف الفلسطينيين (العبرانيين المعربين من الديانات الإسلامية والمسيحية) كأجانب.
السامريون هم من نسل إسرائيل، وهم ينحدرون من مزارعين من قبائل بني إسرائيل، الذين لم يتم نفي جزء منهم من قبل الآشوريين أو البابليين خلال فترة تدمير الكومنولث اليهودي الأول. ومع ذلك، فإن سلالات أمهاتهم مستمدة من الأمم الصغيرة (أولئك الذين أتوا من كوثى وغيرها) الذين نفاهم الآشوريون إلى السامرة واختلطوا مع أسلافهم الإسرائيليين. إن الأقلية الغريبة التي بقيت في الأرض، تبنت الديانة الإسرائيلية (السامرية، وهي الديانة الإسرائيلية الشقيقة لليهودية) بعد تدمير الهيكل الأول. لقد تم ترحيل جزءٌ من السامريين، المنفيين من قبل الآشوريين، فيما بعد على يد النبي إرميا في أيام يوشيا ملك يهوذا
البابليون، الذين خلفوا الآشوريين ككيان مُهيمن في الهلال الخصيب، قاموا بنفي العديد من السامريين لكنهم تخطوا جزءًا كبيرًا من السكان السامريين. وبحلول الوقت الذي وصلوا فيه إلى السامرة، وجد البابليون العديد من العناصر الغريبة في أرض إسرائيل. وبالتالي، لم يقوموا بعملية تطهير عرقي شاملة للطرد من السامرة، لأن الآشوريين قد نظروا إلى العديد من المناطق على أنها أماكن قد تم بالفعل استبدال سكانها الأصليين بأجانب ولا يحتاجون إلى مزيد من الطرد.
وفي وقت لاحق، عندما عاد الإسرائيليون المنفيون (المعروفون الآن باسم اليهود) من الأسر البابلي تحت حكم الأنبياء عزرا ونحميا، فقد أخطأوا في تعريف الإسرائيليين الذين بقوا في الخلف (المعروفين الآن باسم السامريين) كأجانب. كان سبب الخطأ في تحديد الهوية هو أن عمليات الترحيل قادت الإسرائيليين المنفيين والإسرائيليين، الذين بقوا، إلى التطور بطرق مختلفة. كان للأسر البابلي عدد من الآثار الخطيرة على الإسرائيليين المنفيين (اليهود) ودينهم (اليهودية) وثقافتهم. لقد تم تضمين أكثر هذه التغييرات وضوحًا في استبدال الأبجدية العبرية القديمة (انظر أيضًا النص السامري) بما هو في الواقع شكل منمق من الأبجدية الآرامية (تسمى الآن «الأبجدية العبرية» لأنها الشكل المعياري الذي كُتب بالعبرية بسبب التفوق العددي اليهودي)، والتغيرات في الممارسات والعادات الأساسية للديانة اليهودية، وتتويج النبوة التوراتية (في النبي اليهودي حزقيال)، وتجميع ليس فقط التلمود والهالاخاه (القانون الديني اليهودي الغائب في السامرية) ولكن أيضًا دمج أسفار الأنبياء وأسفار الكتابات كجزء من المدفع إلى جانب التوراة (في السامرية، تصبح التوراة كنسية فقط، انظر توراة سامرية)، وظهور الكتبة والحكماء كقادة يهود (انظر عزرا والفريسيين). أدت هذه الاختلافات الناتجة في الممارسات الدينية بين العائدين وأولئك الذين بقوا في إسرائيل إلى حدوث انشقاق في الإسرائيليين، ومن ثم إنشاء كيانات سامرية ويهودية منفصلة. على مر القرون، أدركت اليهودية ويهود العالم أن السامريين هم بالفعل من نسل بني إسرائيل.
كان الفتح الإسلامي للشام في النصف الأول من القرن السابع، وما تلاه من الحكم العربي، بمثابة بداية لمرحلة تدهور الهوية السامرية وتآكلها، بشكل أكثر ضررًا من الخسائر الشديدة للهوية اليهودية. أدى إصدار مرسوم الحاكم بأمر الله في عام 1021، بجانب اعتناق إجباري آخر بارز للإسلام تم فرضه على يد الثائر ابن فراسه، إلى خفض أعدادهم بشكل كبير، بحيث انخفضت من أكثر من مليون في العصر الروماني إلى 712 شخص اليوم.
بالنسبة لأولئك الذين حافظوا على الهوية السامرية والارتباط الديني في العصر الحديث، فإنهم أيضًا، مثل نظرائهم الفلسطينيين الذين تبنوا المسيحية والإسلام لاحقًا، تم تعريبهم تمامًا لغويًا وثقافيًا. وبعد إنشاء دولة إسرائيل الحديثة، استبدل السامريون الذين يعيشون في ما أصبح دولة إسرائيل العربية الفلسطينية بالعبرية الحديثة كلغة يومية (مع أن اللغة العبرية السامرية ظلت دائمًا اللغة المقدسة، إلى جانب السامرية الآرامية والسامرية العربية للطقوس الدينية).

#### أخوة إسرائيل
«إخوة إسرائيل»، الذين هم أصلًا في الأرض الواقعة شرق نهر الأردن (الضفة الشرقية، أي الأردن الحالي) يتألفون من نسل الأمم الشقيقة لليهود، أي الأدومين والعمونيين والموآبيين القدامى الذين اعتنقوا اليهودية بشكل مختلف وانتقلوا إلى إسرائيل قبل الغزو الروماني، ثم تم تحويلهم قسرًا مع «أحفاد إسرائيل» إلى المسيحية في البداية ثم الإسلام.
يقول ميسيناي أن تاريخ إخوان إسرائيل متشابك في الغالب مع تاريخ أحفاد إسرائيل. تم تحويل الموآبيين والعمونيين والأدوميين قسرًا إلى اليهودية وكانوا امتدادًا للأمة الإسرائيلية أثناء غزوات الملك داود. ومع ذلك، سُمح لملوكهم بالاستمرار في تولي زمام السلطة بشكل مباشر، ولم يتم دمجهم في أي من القبائل الإسرائيلية. وفي حالة الأدوميين، فقد أدت معارضتهم الشرسة للاحتلال الإسرائيلي إلى قيام الملك داود بإصدار أمر بقتل جميع الذكور الأدوميين. وهكذا، لم يكن أمام النساء في أدوم من بديل سوى الزواج من أعضاء الحامية الإسرائيلية وإسرائيليين آخرين. نتيجة لذلك، كانت سلالات الأدوميين من تلك النقطة فصاعدًا عبريةً جزئيًا.
وبعد تدمير الكومنولث اليهودي الأول من قبل الملك البابلي نبوخذ نصر الثاني، تم نفي جزء كبير من الأدوميين والموآبيين مع الإسرائيليين. تم نفي غالبية العمونيين وتم استيعاب الباقين في مجتمعات الموآبيين. استمرت القرابة بين إخوة إسرائيل وبني إسرائيل طوال فترة الكومنولث الثاني ومن الآن فصاعدًا.
ومع ذلك، وبعد تدمير الكومنولث الأول وغياب هيمنة النظام الإسرائيلي، نبذ الموآبيون والأدوميون انتمائهم لشعب إسرائيل وتركوا اليهودية بشكل جماعي. ومن أجل إعادتهم إلى الحظيرة، قرر قادة السلالة الحشمونية إعادة تحويلهم مرة أخرى. بدأ يوحنا هيركانوس حملة التهويد الجماعية بتحويل الموآبيين وأنهاها ألكسندر جنايوس الذي أكمل تحول الموآبيين وكذلك الأدوميين بعد أن أضاف أراضيهم إلى مملكته. وعلى مدى الـ1600 سنة التالية، استمر إخوة إسرائيل في أن يكونوا جزءً لا يتجزأ من شعب إسرائيل. شارك الأدوميين والموآبيين (إلى جانب السامريين) في الحرب اليهودية الرومانية الأولى وألحقوا أضرارًا بأعدائهم، مقارنة بعددهم الصغير، أكثر من اليهود.
نظرًا لأن أراضي أسلاف الأدوم والموآبيين كانت تقع شرق نهر الأردن، فقد جعلهم هذا أقرب إلى شبه الجزيرة العربية وأكثر بعدًا عن الشعب اليهودي. ونتيجة لذلك، أصبحوا أكثر عرضة للتحول إلى الإسلام، وبالتالي أصبحوا مستعربين. وعندما اندلعت المجاعات المدمرة في بداية القرن السادس عشر، هاجر العديد من إخوة إسرائيل هؤلاء إلى بلاد فارس. ونتيجة للتلاعب بالهويات الدينية المختلفة لتجنب الاضطهاد، نسوا أصولهم اليهودية والمستعربية وأصبحوا متطرفين، وبدأوا يعتبرون أنفسهم عربًا.
في وقت لاحق، ومع تحسن الأمور في القرنين الثامن عشر والتاسع عشر، عاد العديد من أولئك الذين غادروا من بلاد فارس واليمن والسودان، وقاموا بنقل مساكنهم بين الأردن وإسرائيل، مع عودة سكان الجبال السابقين إلى منازلهم القديمة، واستقرار الأدوميي والموآبيين، إلخ، في السهول. يدعي ميسيناي أن هؤلاء «أي إخوان إسرائيل» هم من يشكلون معظم السكان الفلسطينيين شرقي نهر الأردن واللاجئين الفلسطينيين (داخل الأراضي الفلسطينية وخارجها)، بينما يشكل معظم الفلسطينيين الذين ظلوا في إسرائيل نفسها، والضفة الغربية ومنطقة غزة، «أحفاد إسرائيل».
يتتبع ميسيناي بداية الصراع العربي الإسرائيلي والهوية الفلسطينية «العربية» للهجرة المتزامنة لليهود من أماكن مختلفة وإخوان إسرائيل (من الشرق)، إلى الأراضي الواقعة غرب نهر الأردن من عام 1840 إلى عام 1947. إنه يذكر أنه بحلول عام 1914، صار إخوان إسرائيل مجموعة كبيرة جدًا بين الفلسطينيين هناك وسيظلون كذلك، إلى أن تم طردهم في الغالب أثناء نزوح الفلسطينيين عام 1948. ويقول إن هؤلاء الناس قد عادوا الآن إلى موطن أجدادهم شرق نهر الأردن، وليس لديهم حق في أرض إسرائيل.
يذكر ميسيناي أن هذه المجموعة هي الأكثر معاداة للسامية والأكثر نشاطًا في الأنشطة الإرهابية في الانتفاضة، وأهدافها هي العودة إلى الأراضي التي هجرتها عام 1948. وهو يدعي أن قيادة المنظمات الفلسطينية المسلحة مثل حركة الجهاد الإسلامي في فلسطين، وكتائب شهداء الأقصى، ومجموعة فتح الإسلام، وكتائب الشهيد عز الدين القسام، وما إلى ذلك، هي مدعومة بشكل أساسي من قبل أكثر من 1,300,000 من إخوان إسرائيل، الذين يقيمون جميعهم غرب نهر الأردن. إن ضحايا مثل هذه الأعمال الإرهابية هم عادة شعب إسرائيل وأحفاد إسرائيل وعدد قليل من الآخرين.
وبحسب ميسيناي، فإن إخوان إسرائيل هم أذكى فئة بين الشعب الفلسطيني ويشكلون غالبية القيادة الفلسطينية. كما يَذكر أن القيادة المبكرة لمختلف المنظمات القومية الفلسطينية مثل حركة فتح ومنظمة التحرير الفلسطينية والجبهة الشعبية لتحرير فلسطين وغيرها، جاءت في المقام الأول من بين لاجئي إخوان إسرائيل في حركة النزوح عام 1948. بينما يقر بأن إخوان إسرائيل عانوا أكثر من أي فلسطيني آخر، فإنه يلوم قيادة إخوان إسرائيل على إدامة المشكلة لأكثر من 50 عامًا من أجل كسب أتباع المعسكر سواء من إخوانهم الذين ما زالوا يعانون أو من بين هؤلاء العرب وغيرهم ممن يتعاطفون مهم.

#### الآخرين

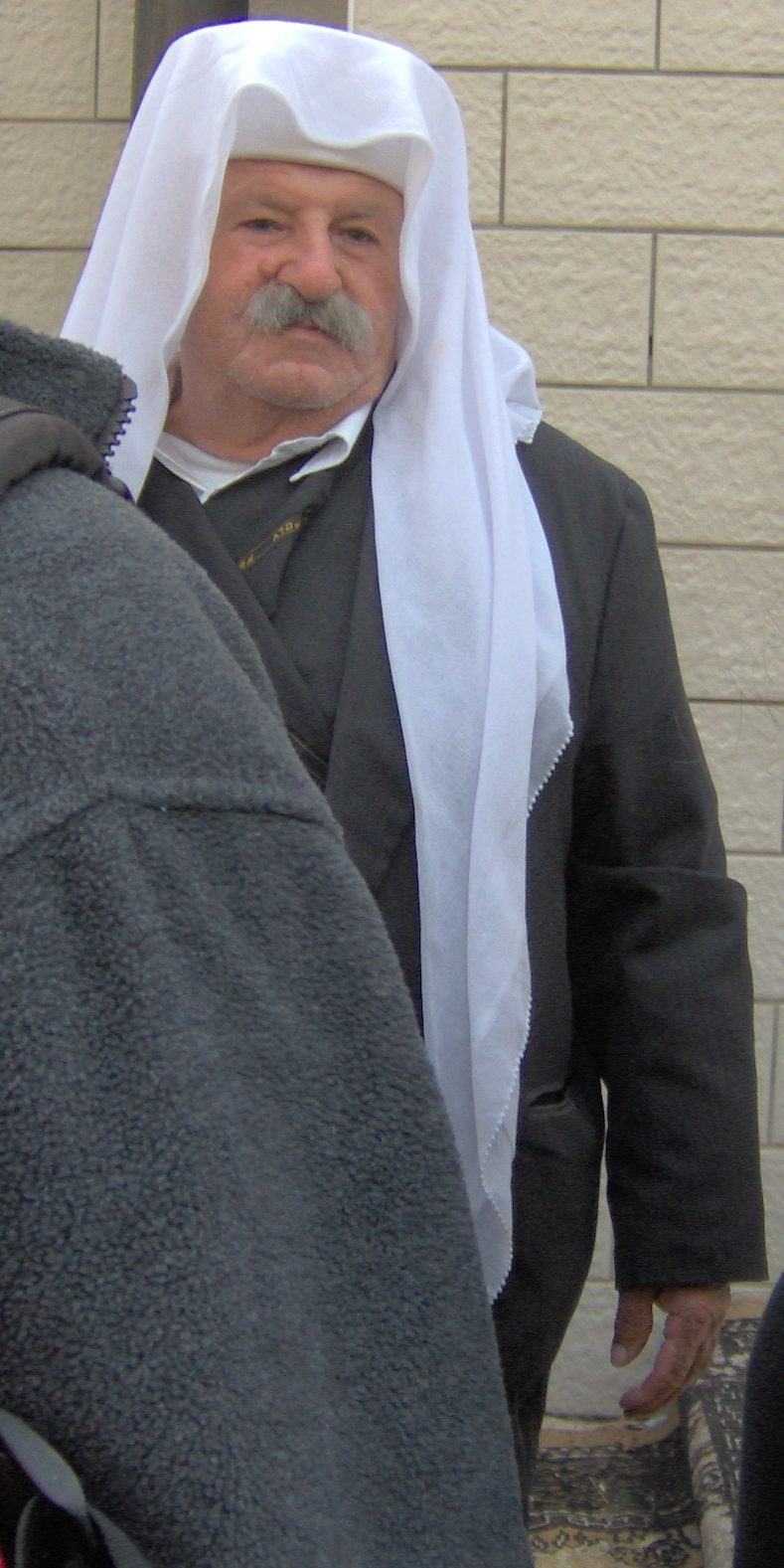
درزي في البقيعة بإسرائيل. يزعم ميسيناي أن الدروز من أصل يهودي جزئيًا.

بالإضافة إلى هذين المكونين الرئيسيين، هناك أيضًا نسبة صغيرة جدًا من [ال[عرب]]، وأحفاد الجنود الذين خدموا في الجيش الروماني المحتل بعد تدمير الهيكل الثاني وحتى بعض الناجين من الكنعانيين ووالفلستيين القدامى الذين كانوا يعبدون الأوثان، والذين عاشوا في غزة وفي قرية جسر الزرقاء قرب حيفا. هناك نسبة ضئيلة من الفلسطينيين هم من نسل 500 من صليبي أوروبي بقوا في فلسطين واعتنقوا الإسلام. ويشير إلى أن هؤلاء الصليبيين هم مصدر الفلسطينيين ذوي الشعر الأشقر وأزرق العيون التي يشهدها اليوم.
كان يسكن في الكيانات المختلفة المجاورة (الدول الصغيرة)، غير اليهود، مثل الفلستيين، والكنعانيين، واليبوسيين، والأموريين، والحويين والفرزيين، وما تبقى من المنطقة التاريخية من كنعان، والذين أجبرهم العبرانيين تحت يوشع على الفرار واقتطعوا أمة لأنفسهم سموها إسرائيل. تم هزيمة هذه الدول في النهاية على يد الملك داود وجعلت جزءً من مملكة إسرائيل الموحدة. نفى الملك نبوخذ نصر الثاني عددًا كبيرًا في وقت لاحق أثناء تدمير مملكة يهوذا والأسر البابلي. لم تترك عملية تهويد شاملة في إسرائيل خلال فترة السلالة الحشمونية سوى حفنة من الفلستيين والكنعانيين وأعضاء آخرين من الأمم الصغيرة. وبما أن التحويل لم يُفرض على بقايا هذه الأمم الصغيرة التي كانت مهيلنة، فقد استمروا في عبادة الآلهة اليونانية. لقد أُجبروا على قبول المسيحية اسميًا خلال الفترة البيزنطية، ثم طردهم الخليفة الحاكم، أخيرًا، أثناء الحكم الفاطمي، مع غالبية أحفاد الجيش الروماني المسيحيين وجميع العرب المسيحيين تقريبًا.
ومع ذلك، بقي بضع مئات يشكل أحفادهم الأعداد الصغيرة من عبدة الأوثان الذين يعيشون في إسرائيل في العصر الحديث. ومن بين هؤلاء عدد قليل من الكنعانيين الذين يقيمون في قرية جسر الزرقاء بالقرب من قيسارية، وبضعة آلاف من الفلسطينيين والكنعانيين في غزة، وأحفاد الفينيقيين في صورة الموارنة الكاثوليك (اللاجئون بشكل أساسي من إقرت وكفر برعم).
يدعي ميسيني أيضا أن الدروز في إسرائيل، وسوريا ولبنان هم جزئيا من أصل يهودي، إلى جانب أصول عربية، ومدينية، وآشورية ومصرية. كما يَذكر كذلك أن هناك قرى يهودية أصبحت جزءً من الطائفة الدرزية، وذلك غالبًا لتجنب إجبارهم على التحول إلى الإسلام، مثل سكان قريتي أبو سنين ويرقا في الجليل الغربي.

### نسبة الفلسطينيين المنحدرين من أصول عبرية

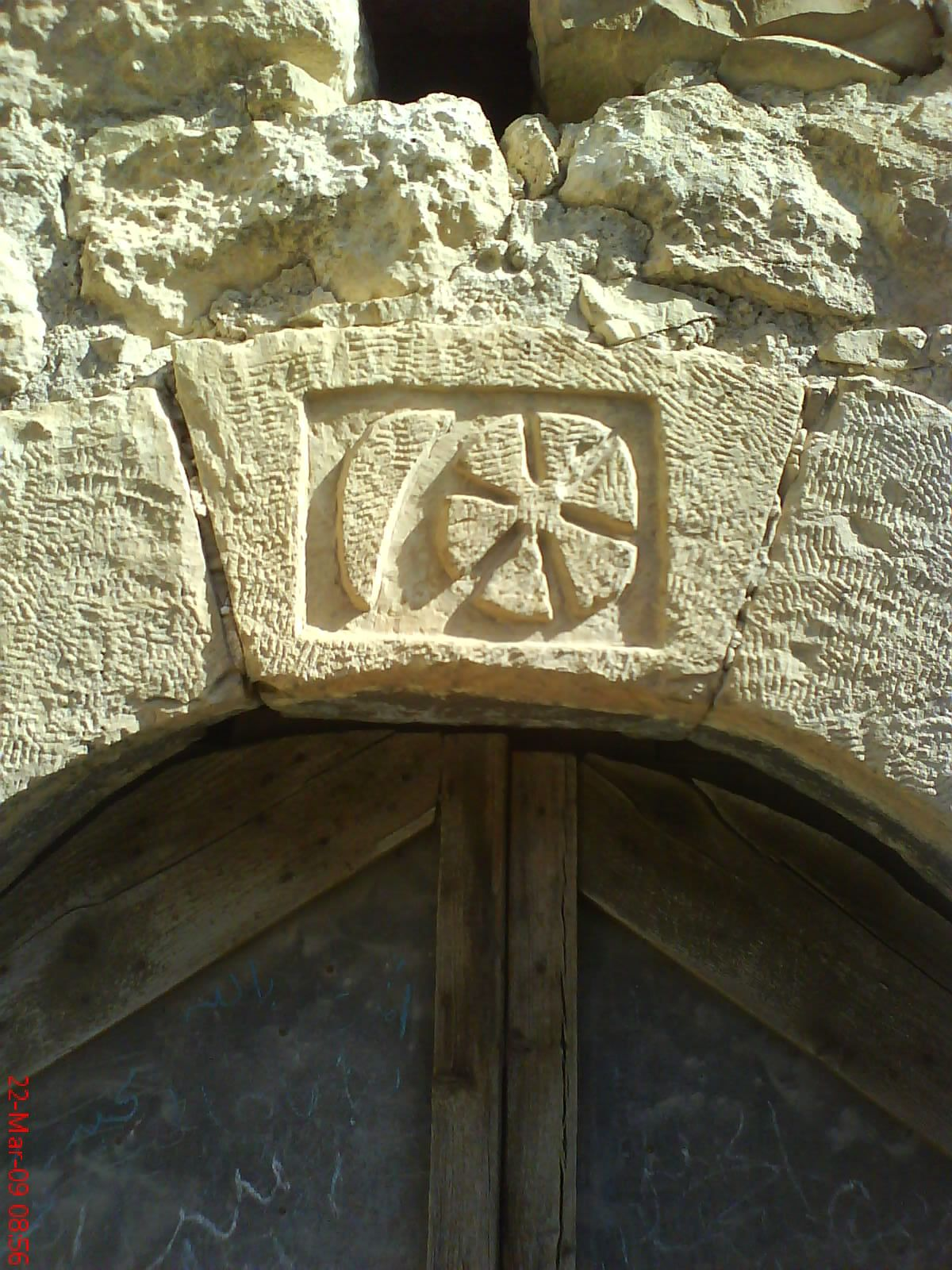
نجمة داود متخفية على باب في يطا، جنوب جبل الخليل

يزعم تسفي ميسيناي أن ما يقرب من 90 في المائة من الفلسطينيين الذين يعيشون في إسرائيل والأراضي المحتلة هم من أصل عبري (مع كون النسبة المئوية بين سكان قطاع غزة أعلى من 90 في المائة)، ولكنها تشهد انخفاضًا كبيرًا بين اللاجئين الفلسطينيين الذين يعيشون خارج تلك المناطق.
في كتابه لن يرفع الأخ سيفه عن أخيه، يطرح ميسيناي الإحصائيات التالية المتعلقة بنسبة السكان «أحفاد إسرائيل» و«إخوان إسرائيل» بين الفلسطينيين وفلسطينيو إسرائيل في ديسمبر عام 2007. وقد تم تفصيلها في أربع مناطق رئيسية (يهودا والسامرة وقطاع غزة والقدس الشرقية وإسرائيل) وهي كما يلي:
- في يهودا والسامرة - باستثناء القدس الشرقية، بلغ عدد السكان الدائمين 956,000 منهم أكثر من 580,000 (61%) من سلالة إسرائيل. ونسبة 27 في المائة أخرى كان منهم 259,000 من إخوة إسرائيل (منهم 158,000 من نسل الأدوميين و101،000 من نسل الموآبيين). أما الباقون فضموا 43,000 عربي (4.5%) و44،000 من نسل الجيش الروماني و24،000 مسيحي من أماكن بعيدة و 6000 كردي.[32]
- في قطاع غزة، كان هناك 891 ألف مقيم دائم، بمن فيهم البدو. ومن بين غير البدو، كان 275,000 من أحفاد إسرائيل، و520،000 من إخوان إسرائيل (حوالي 270,000 من نسل الموآبيين وحوالي 250,000 من نسل الأدوميين)، و43،000 من نسل الجيش الروماني، و4،000 من العرب الذين يعيشون في مخيم اللاجئين في جاباليا؛ 3400 كنعاني و2700 فلسطيني يعيشون في مدينة غزة، و3000 درزي يعيشون في مخيم دير البلخ للاجئين. ومن بين أحفاد إسرائيل في قطاع غزة، هناك 30 ألفًا من نسل السامريين و245 ألفًا (27.5 في المائة) من نسل يهود حقيقيين. يبلغ عدد سكان قطاع غزة أيضًا 40,000 بدوي. التوزيع الداخلي لبدو غزة هو 18,000 من نسل الموآبيين، و14،000 من نسل الأدوميين و8000 من نسل إسرائيل. وبالإضافة إلى البدو، يبلغ إجمالي عدد أحفاد إسرائيل 283,000 (32 في المائة)، وإخوان إسرائيل 552 ألف (62 في المائة، 288 ألف أو 32 في المائة منهم من نسل موآبيين و264 ألف أو 30 في المائة من نسل الأدوميين).[32]
- ومن بين 200,000 من سكان القدس الشرقية غير اليهود هناك 82,000 هم من نسل شعب إسرائيل، منهم 2000 من أحفاد السامريين الذين يعيشون في حي السامري، السومرة أو العبد. من بين هذه المجموعة، هناك 7000 مسيحي. حوالي 48,000 هم من نسل الأكراد الذين جاءوا في عهد صلاح الدين الأيوبي. يوجد أكثر من 32,000 من إخوة إسرائيل (24,000 من نسل الموآبيين و8000 من نسل الأدوميين). حوالي 27,000 من أصل عربي، وهم يشكلون التركيز الرئيسي للسكان من أصل عربي بين المواطنين الإسرائيليين اليوم. منهم 9000 عنصر من المستوطنين العرب المخضرمين، و14،000 من نسل الجيش العربي الذين يعيشون في حي جبل الزيتون. هناك أيضًا 11,000 نسمة معترف بهم كمواطنين غير عرب: 5000 أرمني و6000 مسيحي غير عربي من مواقع بعيدة مختلفة.[32]
- داخل إسرائيل نفسها هناك 642,000 (45.5%) من أصل 1,413,000 مقيم غير يهودي داخل الخط الأخضر (باستثناء القدس الشرقية) هم من نسل شعب إسرائيل. حوالي 457,000 هم من إخوان إسرائيل في دولة إسرائيل (و320،00 آخرين في القدس)، أو 36 في المائة من جميع الفلسطينيين هناك (489,000 أو 34.5 في المائة، بما في ذلك القدس). يوضح تفصيل آخر لهذا الرقم أن أحفاد الأدوميين يبلغ عددهم 166 ألفًا، ويشكلون 13 في المائة (من الفلسطينيين في دولة إسرائيل، أو 174 ألفًا أو 12.5 في المائة مع القدس). يبلغ عدد أحفاد الموآبيين 291,000 ويشكلون 23 في المائة (315,000 أو 22 في المائة مع القدس). مجموع السكان القدامى الذين ليسوا فلسطينيين ولا يهودًا هو 140,000 ويشمل 121,000 درزي و19،000 أجنبي من الأماكن البعيدة. يبلغ تعداد أحفاد الجيش الروماني 150 ألفًا، أي 12 في المائة (10.5 في المائة مع القدس). البقية، حوالي 16,000 أو 1.25 في المائة، من العرب (43,000 أو 3 في المائة مع القدس). يبلغ عدد الفلسطينيين داخل الخط الأخضر 1,273,000. وبين الفلسطينيين (أي أولئك الذين لا يحملون الجنسية الإسرائيلية) داخل الخط الأخضر (لا يشمل الإحصاء القدس الشرقية)، تقترب النسبة المئوية من أحفاد شعب إسرائيل من 50,5%.[32]

### وجهات نظر حول الهوية الفلسطينية والصراع العربي الإسرائيلي
ينفي تسفي ميسيناي وجود شعب فلسطيني منفصل باعتباره هوية تاريخية وينفيه باعتباره ملفقًا مطلقًا، فهو يرى الجنسية الفلسطينية على أنها بناء اجتماعي سياسي حديث تدعمه الأنظمة البعثية العربية الإمبريالية، كوسيلة للمطالبة بالحقوق في أرض إسرائيل ومحاربة اليهود. كما يلوم تلك الأنظمة على تصعيد العداء بين اليهود والفلسطينيين. يؤكد مسيناي في كتابه أن الشعب الفلسطيني جزء لا يتجزأ من شعب إسرائيل، وأنه لا يوجد طرف آخر، بما في ذلك طرف عربي، يمتلك الحق في التنافس مع حقوق شعب إسرائيل على أرض إسرائيل الغربية وقرابتهم التاريخية مع معظم الفلسطينيين.
يزعم ميسيناي أن الهوية الوطنية الفلسطينية غير متطورة، فبالنسبة لمعظم الفلسطينيين هم يفكرون بها من منظور ديني وليس مناطقي. ويَذكر أن هويتهم اليوم هي إسلامية فقط وأنهم في حاجة للحصول على هوية حديثة هي الهوية الإسرائيلية. كما يؤكد أن هذه الهوية الحديثة لا يمكن أن تكون فلسطينية أبدًا، حيث لم يكن للبلد مثل هذه الهوية التاريخية ولأن معظم الفلسطينيين هم أنفسهم من نسل العبرانيين القدماء. يسمي ميسيني اسم «فلسطين» على أنهما خدعتان كبيرتان، كلاهما خدعة دلالية لاسم فلسطين وخدعة وراثية حيث تشير فلسطين إلى أن الفلسطينيين المعاصرين هم سليل للفلستيين.
يطرح ميسيناي الجهل المنتشر بالهوية اليهودية الحقيقية للفلسطينيين أو محاولات إخفاءها، مقرونًا بالإرهاب، كأسباب جذرية لتصعيد الصراع. كما يؤكد أن هذا ما يمنع تحريرهم ويحفظ استعبادهم في ظل احتلال بهوية عربية مزيفة.
يزعم ميسيناي أنه ومع أن العديد من الفلسطينيين على دراية بأصولهم اليهودية، إلا أنهم نادرًا ما يتحدثون عن ذلك، وأن الغالبية العظمى منهم لا تفعل شيئًا لتغيير وضعهم. أولئك الذين يعيشون في ظل نظام إرهابي فلسطيني يمتنعون عن الحديث عن هذا الموضوع علانية خوفًا من التعرض للأذى. كثير من الآباء الفلسطينيين الذين يَعرفون أصولهم اليهودية لا يخبرون أطفالهم في العادة. علاوةً على ذلك، تُجبر العائلات المشتبه بأنها من أصول يهودية على إثبات ولائها كعرب من خلال مساعدة الإرهابيين ومنح أطفالهم أسماء وطنية مثل جهاد. مثل هذا السلوك يمنع اليهود من إقامة روابط مع هذه العائلات. وحتى بين عرب إسرائيل، هناك خوف من نقاش هذا الموضوع، ويرجع ذلك في المقام الأول إلى الاتفاقيات بين الجانبين وخاصة التكذيب الذي قد يواجهونه بين اليهود. إنهم يخشون أنهم إذا حاولوا الترويج لمطالبهم هذه، فإن اليهود سيعتقدون أنهم بهذا يحاولون تحسين وضعهم المتدني تحت ذرائع كاذبة.
كما يَعتقد أن كلًا من النتائج التي توصل إليها والأدلة الجينية التي جمعتها أرييلا أوبنهايم وآخرون تجعل الصراع الإسرائيلي الفلسطيني زائدًا عن الحاجة، لأنه يثبت أن كل إسرائيل والأراضي المحتلة تنتمي إلى كل من «اليهود المعترف بهم» و«اليهود غير المعترف بهم».
يعتقد ميسيناي أيضًا أنه في ظل هذا الخيار، فإن معظم الفلسطينيين سيدعمون حل الدولة الواحدة. كما يدعي أن معظم الفلسطينيين لا يكرهون اليهود ويهتمون بالسلام مع إسرائيل. كذلك يدعي أن الكثيرين يعارضون الوجود اليهودي في الأراضي الفلسطينية، لأن القضية قد اختطفتها مجموعات وقيادة العالم العربي، والفلسطينيون (إخوان إسرائيل وأحفاد إسرائيل) الذين نسوا أصلهم اليهودي.
إن الخطيئة الأساسية للصهيونية، بحسب ميسيناي، هي قمع الحقيقة التاريخية حول الأصول اليهودية لغالبية الفلسطينيين، وتجاهل النتائج التي توصل إليها وتداعياتها. كما يؤكد أن معظم الفلسطينيين الذين يمتلكون مع اليهود حقوقًا تاريخية لإسرائيل أصبحوا رهائن لأحفاد الأجانب في وطنهم الذين يسيطرون على حياتهم ويفرضون الإرهاب عليهم ويسيطرون على الأموال المخصصة للفلسطينيين.
يَذكر ميسيناي أيضًا أن عدد اللاجئين قد تم تضخيمه عن عمد وأن عدد اللاجئين أقل بكثير مما يُعتقد على نطاق واسع. إنه يعزو ذلك إلى استفادة الفلسطينيين من سخاء الأونروا التي تقدم الغذاء والمساعدات بالمجان دون طرح أسئلة وأن التضخم الإجمالي المتعمد في عدد اللاجئين يحدث من قبل الفلسطينيين أنفسهم.

### «الارتباط» حل للصراع الإسرائيلي الفلسطيني

#### المفهوم

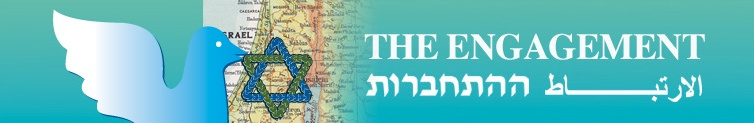
شعار حركة الخطوبة

على النقيض من الحلين اللذين تمت مناقشتهما بشكل شائع للصراع الإسرائيلي الفلسطيني - حل الدولتين (أي دولتين لشعبين) مقابل حل الدولة الواحدة (أي دولة ثنائية القومية، دولة واحدة لشعبين) - يعتقد ميسيناي أن الحل الوحيد للصراع الإسرائيلي الفلسطيني هو خيار ثالث: «حل الدولة الواحدة لشعب واحد». تدمج هذه «الدولة الواحدة» إسرائيل مع الضفة الغربية وقطاع غزة كوحدة إقليمية واحدة، في حين أن «الشعب الواحد» يتكون من مجموعتين مرتبطتين يعاد تعريفهما على أنهما دولة إسرائيلية عبرية واحدة.
ولهذه الغاية، يجادل بأنه من الضروري أن يستعيد غالبية الفلسطينيين تراثهم العرقي العبري، مع أنه يذكر أن هذا لا يعني العودة إلى اليهودية (أي لا ينزع الأسلمة عن المسلمين الفلسطينيين، ولا نزع المسيحية عن المسيحيين الفلسطينيين، إلخ.)، ولا يعني نزع التعريب الثقافي. هذا يعني بدلًا من ذلك تبني الوعي القومي الذي يعترف بالأصل العبري المشترك الذي يحتضن كل أولئك الذين ينتمون إلى مثل هذا الأصل، بغض النظر عن دينهم الحالي، سواء كانوا يهودًا أو مسلمين أو مسيحيين أو سامريين، بغض النظر عن ثقافتهم.
في الواقع، وبالفعل، صار لمختلف الانقسامات العرقية اليهودية، لغتها ومجتمعها التقليدي وثقافتها التقليدية المميزة. إن مزيج هذا التنوع هو الذي يشكل الثقافة الإسرائيلية اليهودية. وبالمثل، ستستمر الثقافة الإسرائيلية «اليهودية» في هذه العملية، لكنها ستضيف تاريخ الفلسطينيين وثقافتهم وتنوعهم الديني، وتدمجهم كجوانب من الوعي القومي العبري.
من أجل القيام بذلك، يعتقد أنه يجب إعادة صياغة المفهوم الكامل لليهود كعامل محدد في الصهيونية من حيث العرق، بدلًا من الدين فقط. يقر ميسيناي بأن «الارتباط» قد يبدو مشروعًا سرياليًا، لكن الصهيونية أيضًا فعلت ذلك في البداية. «الارتباط»، كما يَعترف، هو عملية تتطلب مشاركة من كلا الجانبين والاعتراف المتبادل بـ«الآخر» كجزء من الذات.

#### الارتباط أحادي الجانب
وكمقدمة لتهيئة الظروف التي تجعل إعادة اندماج غالبية الفلسطينيين مع اليهود أمرًا ممكنًا، يدعو ميسيناي إلى «التزام أحادي الجانب» يُمنح فيه الحكم الذاتي للأراضي الفلسطينية ويزيل القيادات الفلسطينية الحالية.
كما يؤكد أن العمليات الإسرائيلية في المناطق الفلسطينية يجب ألا تقتصر على ضمان سلامة المواطنين الإسرائيليين فحسب، بل لتحرير الفلسطينيين من نير القيادات الفلسطينية التي يتهمها بإخضاعهم وإيقاع البؤس بحياتهم وإغرائهم بالأكاذيب وسوقهم من نكبة إلى أخرى، وإلحاق أضرار لا توصف بالمنطقة بأكملها وإشعال الإرهاب في جميع أنحاء العالم. يقول ميسيناي أنه يجب تفكيك أجهزتهم الإرهابية بالكامل، ويجب استبدالهم بقيادة فلسطينية جديدة مكرسة للسلام. إذا فشلت أي قيادة فلسطينية محبة للسلام في الظهور، يجب على إسرائيل فرض سلطتها على جميع الفصائل في السكان الفلسطينيين.

#### عملية إعادة المشاركة
يذكر ميسيناي أن إعادة الارتباط ستتخذ أحد شكلين: سكان بدون جنسية، أو إعادة الارتباط مع شعب إسرائيل. سيتم تنفيذ العملية على أساس كل أسرة على حدة، وفي حالات معينة على أساس فردي. في المرحلة الأولى، التي ستنفذ تدريجيًا بين جميع السكان الفلسطينيين، سيكون لكل فلسطيني (باستثناء المشتبه بضلوعهم في نشاط إرهابي) ثلاثة خيارات:
- الإقامة الولائية: قسم الولاء للدولة، وإعلان التنازل عن حقوق المواطنة لنفسه (إذا رفض الفرد اختيار الإجراء الثاني التالي). هذا يعادل البطاقة الخضراء الأمريكية، ولكن بالإضافة إلى ذلك، يتم منح وضع الفرد للأطفال على أساس حق الدم (على النقيض من ذلك، فإن أطفال الأمريكيين غير المواطنين المولودين على الأراضي الأمريكية هم مواطنون تلقائيًا بسبب قانون الأرض، مهما كانت الحالة من الوالدين). يمكن لأطفال الأفراد (الذين ينحدرون من إسرائيل) الذين اختاروا هذا الخيار الأول الالتفاف على حالة «الإقامة المولائية» التي مررها آباؤهم إذا اختاروا هم أنفسهم الإجراء الثاني التالي. هذا الخيار متاح فقط لأولئك الفلسطينيين الذين لا يرغبون في الانضمام إلى شعب إسرائيل، أو الذين ليسوا من أحفاد إسرائيل.
- إعادة الارتباط مع شعب إسرائيل: الرغبة والاستعداد الصريحان للانضمام إلى شعب إسرائيل من خلال قسم الولاء لدولة إسرائيل وشعبها، أي شعب إسرائيل، والإعلان عن عدم انتماء المرء للأمة العربية.
- الهجرة: هجرة الدولة وشرائها لمنزل المهاجرين بسعر عادل (من أجل عدم إلحاق الضرر بالمهاجرين بسبب تقلبات أسعار السوق، والتي من المحتمل أن تتأثر بالنزوح الجماعي وفائض العقارات). هذا الخيار متاح لأولئك الفلسطينيين الذين لا يريدون الخيار للأول والثاني، إذا كانوا مؤهلين للخيار الأول، أو كلا الخيارين الأول والثاني.[41]

في حالة أي من الخيارين الأولين، لا يعتبر إلغاء التنصير أو نزع الأسلمة أو نزع التعريب الثقافي من مكونات المشاركة. علاوةً على ذلك، إذا أراد شخص ما العودة إلى اليهودية، فهذه مسألة شخصية تمامًا يتم إجراؤها من خلال القنوات الدينية ذات الصلة، والتي لا تُعد عملية الارتباط جزءً منها بأي شكل من الأشكال.
الارتباط هو ذو طبيعة إعادة توحيد وطنية. والأهم من ذلك، أنه حتى الآن هي الممارسة الأولى التي تعتبر متعددةً دينيًا على وجه التحديد (أي أنها تعترف بأن شعب إسرائيل اليوم من عدة أديان)، وهو جانب يثير الجدل حوله.
سيستمر التعامل مع الجنسية التي يطلبها أعضاء يهود العالم من خلال متطلبات ومواصفات قانون العودة. الأشخاص الذين ليسوا يهودًا ولا فلسطينيين، والذين يسعون للحصول على الإقامة أو الجنسية، يتبعون عمليات ومتطلبات التجنس منفصلة عن كل من قانون العودة والمشاركة.

##### المتطلبات
بموجب المخطط، لن يُطلب من كل عضو جديد التحول إلى اليهودية، إلا أنه سيُطلب منهم إتقان ما يلي:
- اللغة العبرية (بما في ذلك القراءة والكتابة).
- ثقافة شعب إسرائيل.
- تاريخ شعب إسرائيل، بما في ذلك التحول القسري لأسلافهم.
- تاريخ أرض إسرائيل.
- تناخ .
- التقاليد الدينية اليهودية.[42]

سيكون نطاق المعرفة أو الكفاءات المطلوبة مساويًا لنطاق معظم اليهود العلمانيين، وسيضمن أن يكون لفعل إعادة الارتباط جودة وعمق كافيين. سيكون نطاق المعرفة في الواقع أكبر بكثير من ذلك المطلوب في التحول التقليدي إلى اليهودية، ولن يركز حصريًا على مسائل الإيمان والطقوس. هذا مقترح من أجل توفير ثقل معرفي موازن للتعليم العدائي والتحريض الذي تعرض له الفلسطينيون في الماضي فيما يتعلق بإسرائيل. علاوةً على ذلك، سيعمل على تعزيز مستوى تعليم المشاركين لتمكينهم من الاندماج بنجاح في المجتمع الإسرائيلي دون تهميشهم أو أن يصبحوا مواطنين من الدرجة الثانية. سيستمر هذا التعليم، المبين في الخيار الثاني أعلاه، لعدد من السنوات وسيتم إنجازه في إطار مشابه للغة أولبان العبرية (دورات مكثفة لمدة ستة أشهر تدعى "الانغماس الكلي مصممة لغرس إتقان أساسي للغة العبرية من قبل المهاجرين الجدد في إسرائيل). سيتم تسجيل أطفال هؤلاء الفلسطينيين في نظام التعليم الإسرائيلي، والتعليم الإلزامي مثل نظرائهم الإسرائيليين.
المتطلبات الأخرى للمسجلين في النظام هي كما يلي:
- إعلان تنازلهم عن ارتباطهم بالأمة العربية. ويؤكّد ميسيناي أن هذا لا يعني الانفصال عن الثقافة العربية.
- أخذ حمام لفترة قصيرة في ميكفاه لإزالة تأثير التزاوج المحتمل مع أشخاص غير شعب إسرائيل خلال الأجيال. وهذا، كما يقول ميسيناي، له معنى وطني بحت ولا يفرض على الشخص أي تعهد ديني.
- قسم الولاء لشعب إسرائيل ودولة إسرائيل.
- الفلسطينيون الذين أكملوا عملية الانضمام إلى شعب إسرائيل ولم يصبحوا بعد مواطنين إسرائيليين سيحصلون على الجنسية الإسرائيلية. سيتم تسجيل جميع الفلسطينيين العائدين إما بجنسية إسرائيلية أو يهودية حسب اختيارهم.[42]

##### الفوائد
أولئك الذين يختارون المسار الأول (الإقامة الولائية فقط) سيكون لديهم خيار اختيار مسار مدرسة تعليم عربي إسلامي (أو مسيحي)، مع منهج إسرائيلي مختصر. سيُطلب من أطفال أولئك الذين يختارون المسار الثاني (إعادة الارتباط) التسجيل في نظام المدارس الإسرائيلية العادي. يمكن لأولئك الذين يكملون التعليم الإسرائيلي وينتمون إلى الخيار الثاني (مسار إعادة الارتباط) التقدم إلى الخطوة الثالثة - الخدمة في الجيش الإسرائيلي، وأداء يمين الولاء للشعب اليهودي.
في البداية، سيؤسس الجيش الإسرائيلي وحدات خاصة لهؤلاء السكان (على غرار وحدات الأقليات المنفصلة من البدو والدروز والشركس في سنوات تكوين الجيش الإسرائيلي). سيخضع الفلسطينيون الذين تجاوزوا سن التجنيد للخدمة العسكرية المختصرة (السياسة الحالية للمهاجرين اليهود الجدد الأكبر سنًا)، ثم يتم دمجهم في نظام الاحتياط في الجيش الإسرائيلي. سيكون الفلسطينيون الذين سيخدمون في الجيش الإسرائيلي مؤهلين للحصول على الجنسية الإسرائيلية (باستثناء أولئك الذين يعانون من مشاكل صحية خطيرة أو كبار السن، والذين يحصلون على إعفاءات). سيكون للجيش وحده صلاحية تقرير المرشحين للخدمة العسكرية الذين ينبغي عليهم أداء الخدمة المدنية بدلًا من الخدمة العسكرية. ستحمل الجنسية الأهلية بعض الحقوق المدنية بما في ذلك الحق في التصويت للكنيست والمزايا مثل الحصول على مزايا اجتماعية أفضل للمحاربين القدامى بما في ذلك مخصصات الأطفال الأعلى. سيفقد المواطن الذي يخون الدولة جنسيته ويعاقب بقسوة. وبالمثل، فإن المقيم المخلص الذي يتخلى عن قسم الولاء سيفقد حقوقه في الإقامة ويتم ترحيله، في الحالات الخطيرة بشكل خاص، بعد أن ينهي المخالفون عقوبتهم.

##### الاستثناءات
فقط أولئك الذين يُعتبرون من نسل إسرائيل سيستفيدون من المخطط. يذكر تسفي ميسيناي أن أقلية صغيرة فقط من الفلسطينيين الموجودين حاليًا خارج أرض إسرائيل (أي اللاجئين أو الشتات) لديهم حقوق مهمة على أرض إسرائيل الغربية. هذا الحق ينتمي إلى أحفاد شعب إسرائيل الأصليين (أي اليهود، وأغلبية الفلسطينيين الموجودين حاليًا في أرض إسرائيل، وأقلية من الفلسطينيين الموجودين حاليًا خارج أرض إسرائيل)، ولأحفاد الجيش الروماني (إن حقوقهم التاريخية في أرض إسرائيل، مع ذلك، أقل بكثير من حقوق أحفاد إسرائيل).
غالبية أحفاد الجيش الروماني موجودون حاليًا في الأردن، وبسبب حقوقهم القديمة في الأقدمية في إسرائيل، يجب أن يبقوا هناك، حيث هاجر معظمهم إلى الأردن بمحض إرادتهم بعد حرب الأيام الستة عام 1967. الاستثناء الوحيد لهذا هو حالات محددة للم شمل الأسرة.
من ناحية أخرى، فإن إخوان إسرائيل، كونهم مواطنون في الأرض الواقعة شرق نهر الأردن، وهم فقط أولئك الموجودون حاليًا في أرض إسرائيل، سيكونون مؤهلين للحصول على «إقامة مخلصة»، ما لم يختاروا الهجرة. إن إخوة إسرائيل الموجودين حاليًا خارج أرض إسرائيل (أغلبية بين اللاجئين الفلسطينيين) لن يكونوا مؤهلين للحصول على «إقامة ولائية»، ولا حتى لحق العودة إلى أرض إسرائيل. لديهم حق العودة إلى الأردن. هذا لأنهم ليسوا يهودًا عرقيًا، ولأن هويتهم اليهودية التاريخية نشأت عن طريق التحول القسري إلى اليهودية، كما هو الحال مع الإسلام. علاوةً على ذلك، فإن حقوقهم في إسرائيل تعود إلى 170 عامًا فقط، ويتم استبدالها بحقوق اليهود وأحفاد إسرائيل، الذين لديهم ارتباط تاريخي بالأرض، يمتد لآلاف السنين.

### ردود الأفعال

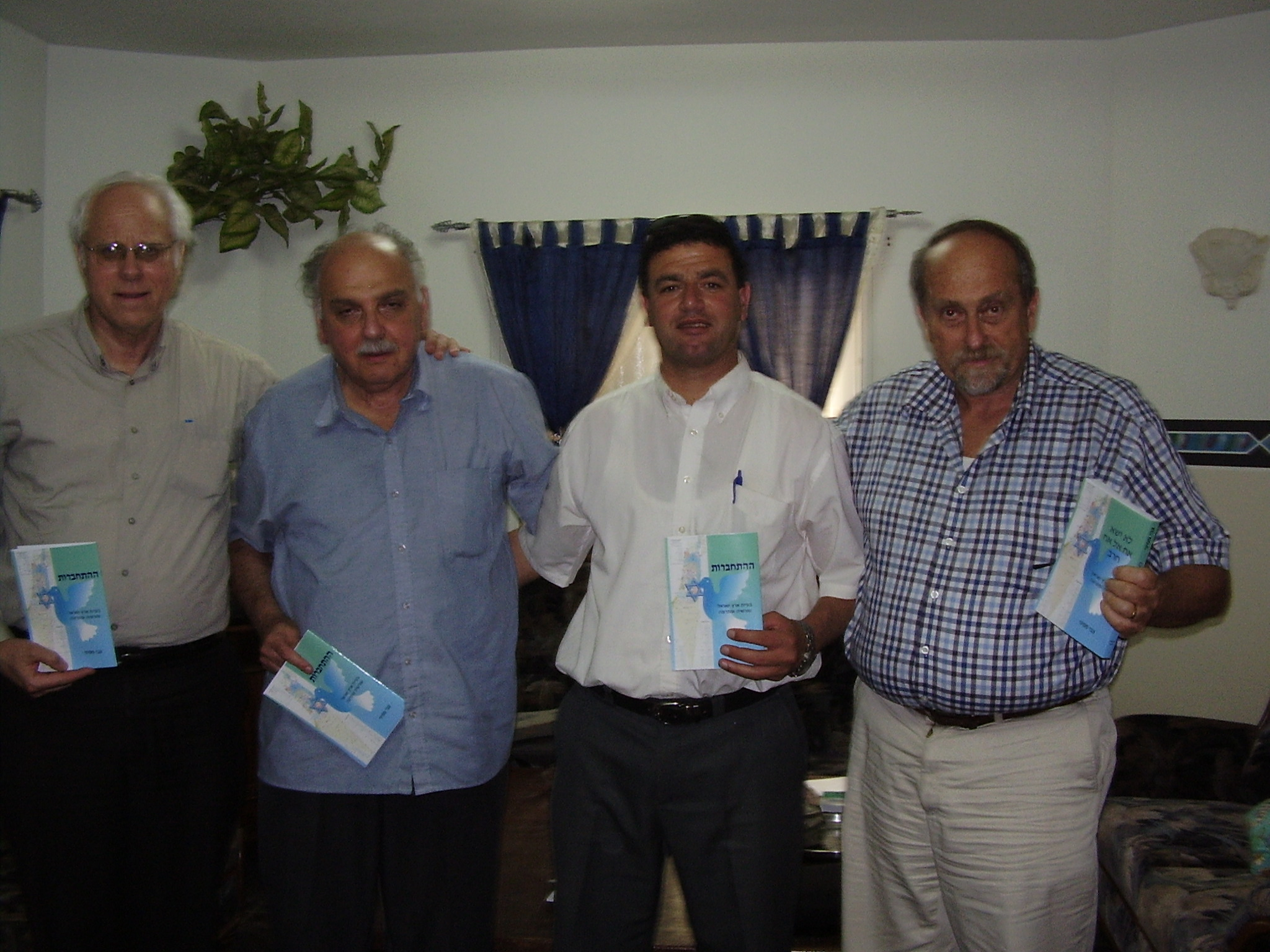
حمل نسخ من كتيب حركة الارتباط (من اليسار فصاعدا)، ميسيناي، ومردوخاي نيسان، وآشر شلين، ومنير الكريناوي، وهو سياسي من حزب كاديما والعضو البدوي الأول في حركة الارتباط.

يوجد مؤيدو نظرية تسفي ميسيناى بين بعض الفلسطينيين، بمن فيهم سليمان الحمري، مسؤول حركة فتح من بيت لحم، والوزير السابق في السلطة الفلسطينية زياد أبو زياد، الذي طلب من ميسيناى إعداد نسخ باللغة العربية من أطروحته وكتيب الارتباط. كما حصل على دعم بين بعض اليهود، بما في ذلك وزير واحد على الأقل في الحكومة الإسرائيلية ما زال مجهول الهوية حتى الآن.
ومن بين البدو، كان من أبرز المؤيدين لنظرية ميسيناي الشيخ سالم الهزيل، رئيس حركة «دولتنا» وزعيم بارز في قبيلة الهزيل من رهط. في أكتوبر 2009، وبهدف تعزيز العلاقات اليهودية والبدوية، نظم الهزيل لقاء مع ميسيناي وحركة «هيتهابروت»  الصهيونية الدينية، حيث أكد أن معظم أسلافه القبليين كانوا يهودًا قبل تحولهم القسري خلال الفتح الإسلامي منذ حوالي 1300 عام. 
لكن تصرف الشيخ لم يخل من تداعيات. في الشهر التالي للاجتماع، تلقى الشيخ العديد من التهديدات بالقتل من البدو الغاضبين من جهوده للحفاظ على علاقات ودية مع الجالية اليهودية ولتظاهره من أجل إطلاق سراح الجندي المخطوف جلعاد شاليط. كما وزعت ملصقات تطالب بقتل الشيخ الهزيل. علاوةً على ذلك، أصيب العديد من أفراد عائلته بحروق شديدة بعد أن أضرم البدو النيران في منزله في رهط.
بالإضافة إلى ذلك، رحب بعض قادة الحريديين اليهود المستوطنين بالفكرة بحماس كبير، لأنهم يعتقدون أنه بمجرد أن يتم ملء أرض إسرائيل الكتابية بالكامل باليهود، فإن حقبة جديدة من السلام على الأرض ستبدأ. الحاخام دوف شتاين، سكرتير واحد من مجلس القيادة المكون من سبعة أعضاء من السنهدرين الوليدة الحالية (وهو مجلس ديني يهودي من 200 حاخام معد على غرار السنهدرين حكام القدس في الكتاب المقدس)، كما يدعم الأصل العبري لمعظم الفلسطينيين.

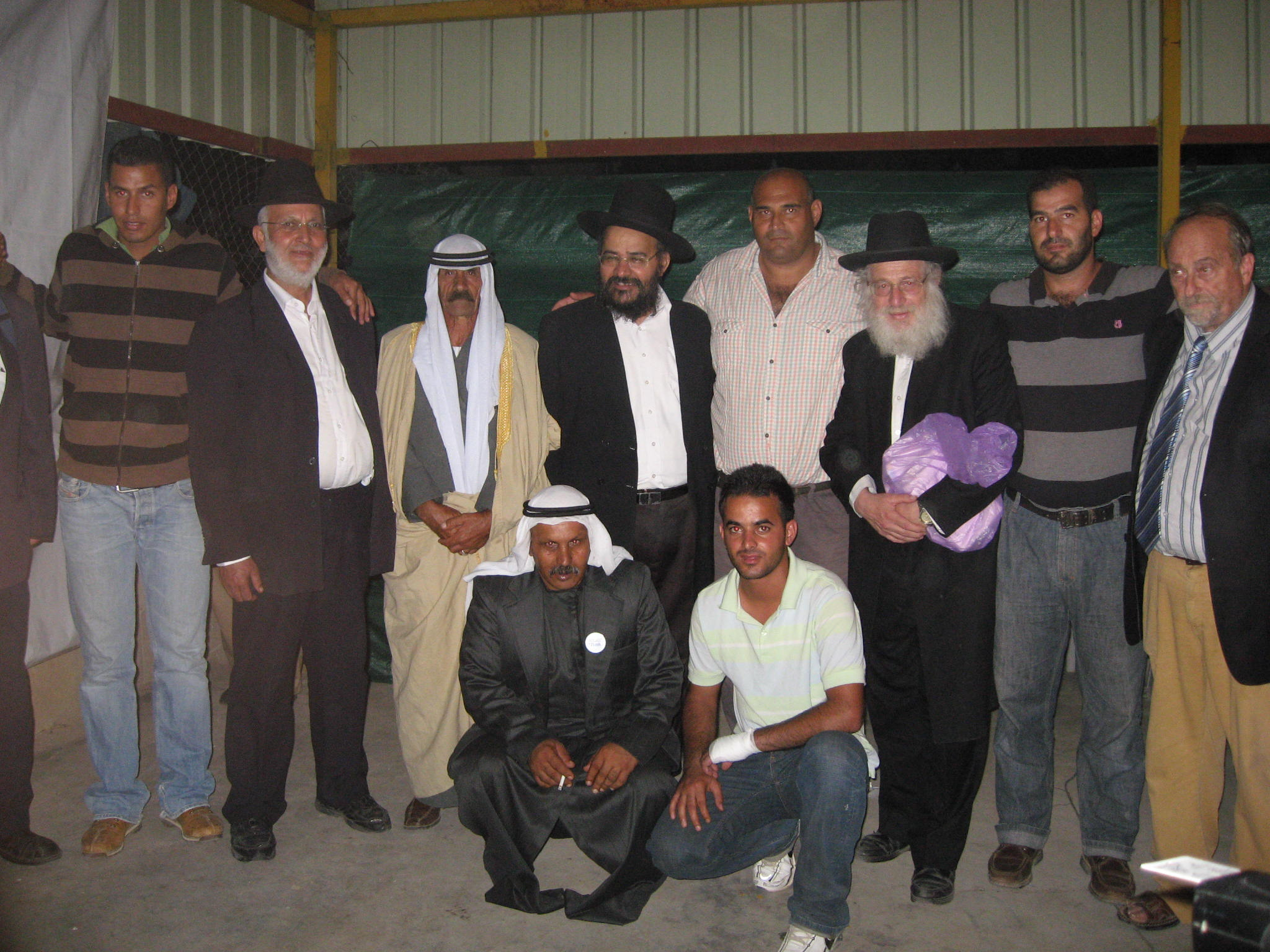
مسينياي (أقصى اليمين) في اجتماع مع شيوخ من قبيلة بدو الهزيل التي تدعي أنها من أصل يهودي وأعضاء السنهدرين، والذي عُقد في رهط في 13 أكتوبر 2009

ومع ذلك، يختلف شتاين، بصفته يهوديًا أرثوذكسيًا، مع ميسيناي في فكرته، لأنه يرى الأمة اليهودية على أنها محددة في المقام الأول من خلال الانتماء الديني لليهودية، حتى عندما لا يكون المرء بالضرورة من أصل أسلاف عبرانيين، ولا يتم تعريفه من خلال الأصل العبراني. يؤكد شتاين أنه ولأن اليهود يؤيدون التوراة فإن لهم الحق في إسرائيل. لذلك، ولكي يتم قبولهم، يجادل شتاين بأنه يجب على الفلسطينيين التخلي عن الإسلام واعتناق اليهودية كشرط مسبق لإعادة الانضمام إلى الشعب اليهودي.
من بين الأكاديميين والمفكرين الإسرائيليين، تلقى تسفي ميسيناي دعمًا قويًا من مردوخاي نيسان، الأستاذ والباحث في دراسات الشرق الأوسط من الجامعة العبرية في القدس. كما طلب السنهدرين من نيسان أن يعمل كمستشار محترف في هذه القضية، بينما توصل إيلون ياردن، المحامي الذي كتب سلسلة من الكتب عن أرض إسرائيل وسكانها، إلى نفس النتيجة التي توصل إليها ميسيناي.
من بين الدروز، يوافق عضو الكنيست أيوب قرا من حزب الليكود على ادعاء ميسيناي بشأن الدروز، ويفترض أيضًا أن جميع الدروز، وليس قرىً قليلة، ينحدرون من يهود أجبروا على اعتناق الإسلام. لقد ذهب قرا إلى حد القول إنه يستطيع تقديم أدلة وراثية لإثبات ذلك. 

#### النقد
أثارت أطروحة ميسيناي وعمله جدلًا أيضًا، في الداخل والخارج، بين بعض الفلسطينيين واليهود على حد سواء، حيث جاءت الانتقادات في الغالب من الجانب الفلسطيني.
نفى المفكر الفلسطيني، إسماعيل الشندي، أستاذ الفقه الإسلامي في جامعة القدس المفتوحة، أن اليهود احتفظوا في يوم من الأيام بعدد كبير من السكان في أرض فلسطين، أو أن العثمانيين أجبروهم على اعتناق الإسلام بالقوة، بل ذهب إلى أبعد من ذلك متهمًا ميسيناي بـ«تزوير» التاريخ لعبرنة الفلسطينيين. فلسطيني آخر هو كامل كتالو، أستاذ علم الاجتماع في جامعة الخليل في الخليل، ذكر أنه قرأ كتيب تسفي ميسيناي وتوصل إلى نتيجة مفادها أن ميسيناي يقوم بتعميمات حادة وأنه توصل إلى استنتاجات زائفة وخاطئة تمامًا بناءً على افتراضات مشكوك فيها، زاعمًا أنه لا يوجد شيء يدعى «الجين اليهودي».
أبرز منتقديه العرب الإسرائيليين هو عزمي بشارة، العضو السابق في الكنيست عن بلد، الذي رفض أطروحته باعتبارها مؤامرة يهودية أخرى لإزالة الفلسطينيين من أراضيهم. وقد اتهم ميسيناي السلطات الإسرائيلية والفلسطينية على حد سواء بعدم الاكتراث بالنتائج التي توصل إليها.

## المؤلفات
كتب تسفي ميسيناي كتابين حول هذا الموضوع، السمع هو الإيمان - الجذور والحل لمشكلة أرض إسرائيل مفسرًا أطروحته ومفصلًا العديد من الشهادات والتشابهات اللغوية والاسمية ونتائج العلوم الوراثية والطبيعية والتشابهات الثقافية والدينية بالإضافة إلى نسخة مختصرة من كتابه لن يرفع الأخ سيفًا على أخيه. الأول متاح باللغة العبرية فقط تحت عنوان Ye'amen ki Yisupar - Ba'ayat Eretz-Israel، Shorasheha oo-Pitronah، مع توفر الأخير باللغتين العبرية والإنجليزية، بالإضافة إلى النسخة العربية التي صدرت عام 2010.

## أعمال
- Hearing is Believing – The Roots and the Solution to the Eretz-Israel Problem (متوفر باللغة العبرية فقط، إطلاقه الرسمي كان في مارس 2006)
- Brother Shall not Lift Sword against Brother (إطلاقه الرسمي كان في 2007)

## روابط خارجية
- حركة الارتباط - مجموعة الفيسبوك
- فلسطينيون من أصل يهودي على يوتيوب
- التقديم العلني لخطة الارتباط للسلام للشرق الأوسط على يوتيوب
- مقابلة تسفي ميسيناي على يوتيوب